# Département Capital (Misiones)
Pour les articles homonymes, voir Département Capital.
Le département Capital est une des 17 subdivisions de la province de Misiones, en Argentine. Son chef-lieu est la ville de Posadas.
Le département a une superficie de 932 km2, équivalente à 3,13 % du total de la province. Sa population s'élevait à 284 279 habitants, selon le recensement de 2001 (INDEC).